# Agarista oleifolia
Agarista oleifolia là một loài thực vật có hoa trong họ Thạch nam. Loài này được (Cham.) G.Don mô tả khoa học đầu tiên năm 1834.